# Kenny Florian

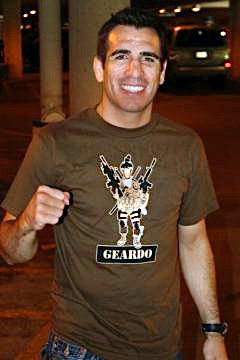
Kenny Florian, Juli 2010

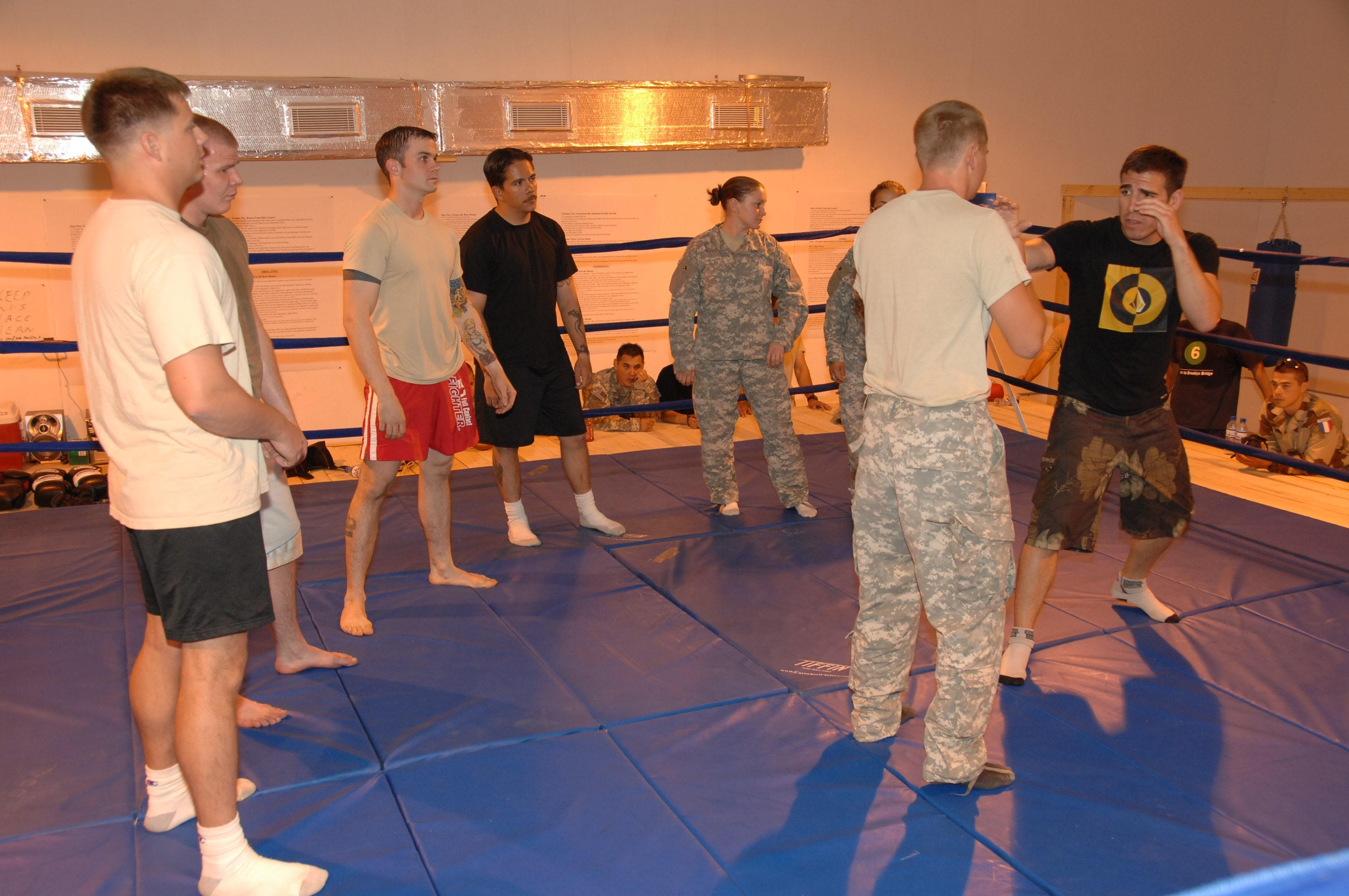
Kenny Florian demonstriert amerikanischen Soldaten Kampftechniken

Kenneth Alan Florian (* 26. Mai 1976 in Westwood) ist ein US-amerikanischer Kampfsportler.
In seiner Jugend trainierte Florian Tennis, Kampfsport und Fußball. Ursprünglich konzentrierte er sich hauptsächlich auf Fußball, doch nach seiner College-Zeit wurde Jiu Jitsu wichtiger. Er begann Brazilian Jiu-Jitsu zu trainieren und nahm an Turnieren teil. Im Jahr 2002 bestritt er seinen ersten Mixed-Martial-Arts-Kampf und begann daraufhin Ringen zu trainieren. Im Jahr 2003 erhielt er den schwarzen Gürtel im BJJ. 2004 nahm er Muay Thai in sein Training auf und absolvierte einen weiteren MMA-Kampf, bei dem Dana White, Präsident der Ultimate Fighting Championship, auf ihn aufmerksam wurde und ihn für die erste Staffel von The Ultimate Fighter verpflichtete, wo er im Finale Diego Sanchez unterlag. Bei weiteren UFC-Anlässen gewann er gegen Alex Karalexis, Kit Cope und 2006 in der Leichtgewichtsklasse gegen Sam Stout. Seine nächsten Kampf verlor er gegen Sean Sherk, der dadurch UFC Lightweight Champion wurde. Nach weiteren Siegen unterlag Florian im August 2009 B.J. Penn, erneut im Kampf um den UFC-Lightweight-Championship-Titel. 2011 wechselte Florian ins Federgewicht und unterlag bei UFC 136 im Titelkampf gegen José Aldo. Am 31. Mai 2012 gab er seinen Rücktritt bekannt. Seine Kampfbilanz beträgt 14 Siege und sechs Niederlagen.
Daneben ist Kenny Florian als Moderator für die Sendung MMA Live auf ESPN tätig und wurde als Nebenkommentator und Analyst für die Übertragung der UFC 83 und die Roboterkampfshow Battlebots engagiert. 2007 besuchte er amerikanische Truppen in Afghanistan.

## Kampfstatistik
| Resultat   | Bilanz | Gegner                | Entscheidung   | Veranstaltung                   | Datum              | Runden | Zeit | Ort               | Anmerkungen                        |
| ---------- | ------ | --------------------- | -------------- | ------------------------------- | ------------------ | ------ | ---- | ----------------- | ---------------------------------- |
| Niederlage | 14-6   | Jose Aldo             | nach Punkten   | UFC 136 - Edgar vs. Maynard 3   | 8. Oktober 2011    | 5      | 5:00 | Houston, USA      | UFC Featherweight Championship     |
| Sieg       | 14-5   | Diego Nunes           | nach Punkten   | UFC 131 - Dos Santos vs. Carwin | 11. Juni 2011      | 3      | 5:00 | Vancouver, Kanada | Debüt im Federgewicht              |
| Niederlage | 13-5   | Gray Maynard          | nach Punkten   | UFC 118 - Edgar vs. Penn 2      | 28. August 2010    | 3      | 5:00 | Boston, USA       |                                    |
| Sieg       | 13–4   | Takanori Gomi         | Aufgabe        | UFC - UFC Fight Night 21        | 31. März 2010      | 3      | 2:52 | Charlotte, USA    |                                    |
| Sieg       | 12-4   | Clay Guida            | Aufgabe        | UFC 107: Penn vs. Sanchez       | 12. Dezember 2009  | 2      | 2:19 | Memphis, USA      |                                    |
| Niederlage | 11–4   | B.J. Penn             | Aufgabe        | UFC 101: Declaration            | 8. August 2009     | 4      | 3:45 | Philadelphia, USA | UFC Lightweight Championship       |
| Sieg       | 11–3   | Joe Stevenson         | Aufgabe        | UFC 91: Couture vs. Lesnar      | 15. Oktober 2008   | 1      | 4:03 | Las Vegas, USA    | #1 Contender for Lightweight Title |
| Sieg       | 10–3   | Roger Huerta          | nach Punkten   | UFC 87: Seek and Destroy        | 9. August 2008     | 3      | 5:00 | Minneapolis, USA  |                                    |
| Sieg       | 9–3    | Joe Lauzon            | Technischer KO | UFC Fight Night 13              | 2. April 2008      | 2      | 3:28 | Broomfield, USA   | Fight of the Night                 |
| Sieg       | 8–3    | Din Thomas            | Aufgabe        | UFC Fight Night 11              | 19. September 2007 | 1      | 4:30 | Las Vegas, USA    | Thomas verletzte sich am Knie      |
| Sieg       | 7–3    | Alvin Robinson        | Aufgabe        | UFC 73: Stacked                 | 7. Juli 2007       | 1      | 4:30 | Las Vegas, USA    |                                    |
| Sieg       | 6–3    | Dokonjonosuke Mishima | Aufgabe        | UFC Fight Night 9               | 5. April 2007      | 3      | 3:57 | Las Vegas, USA    |                                    |
| Niederlage | 5–3    | Sean Sherk            | nach Punkten   | UFC 64: Unstoppable             | 14. Oktober 2006   | 5      | 5:00 | Las Vegas, USA    | UFC Lightweight Championship       |
| Sieg       | 5–2    | Sam Stout             | Aufgabe        | The Ultimate Fighter 3 Finale   | 24. Juni 2006      | 1      | 1:46 | Las Vegas, USA    | Erster Lightweight-Kampf (155 lb)  |
| Sieg       | 4–2    | Kit Cope              | Aufgabe        | The Ultimate Fighter 2 Finale   | 5. Oktober 2005    | 2      | 0:37 | Las Vegas, USA    | 170 lb.                            |
| Sieg       | 3–2    | Alex Karalexis        | Technischer KO | UFC Ultimate Fight Night        | 6. August 2005     | 2      | 2:52 | Las Vegas, USA    | 170 lb.                            |
| Niederlage | 2–2    | Diego Sanchez         | Technischer KO | The Ultimate Fighter 1 Finale   | 9. April 2005      | 1      | 2:49 | Las Vegas, USA    | 185 lb.                            |
| Niederlage | 2–1    | Drew Fickett          | nach Punkten   | Combat Zone 7: Gravel Pit       | 10. Juli 2004      | 3      | 5:00 | Revere, USA       |                                    |
| Sieg       | 2–0    | Bobby McAndrews       | Aufgabe        | Mass Destruction 15             | 21. Februar 2004   | 1      | 1:57 | Boston, USA       |                                    |
| Sieg       | 1–0    | Jason Giroux          | KO             | Mass Destruction 10             | 25. Januar 2003    | 1      | 0:07 | Taunton, USA      |                                    |